# Mikhaïl Lazarev
Mikhaïl Petrovitch Lazarev (en russe : Михаил Петрович Лазарев) est un admiral et un explorateur russe, né le 3 novembre 1788 et mort le 11 avril 1851.

## Début de carrière
Lazarev est un descendant d'une vieille famille de la noblesse russe de la région de Vladimir. En 1800, il s'inscrivit au Collège naval de Saint-Pétersbourg. Trois ans plus tard, il fut envoyé en Angleterre et navigua pendant cinq ans sur des navires de la flotte britannique. Revenu en Russie, Lazarev servit dans la flotte de la Baltique de 1808 à 1813. Il prit part à la guerre de Finlande de 1808-1809 et à la guerre patriotique de 1812.

## L'explorateur
Lazarev effectua un premier tour du monde en 1813-1816, à bord du navire Souvorov. L'expédition partir de Kronstadt et atteignit l'Alaska. Au cours de ce voyage, Lazarev découvrit l'atoll de Souvorov.
Commandant le navire Mirny et adjoint de Fabian von Bellingshausen, durant son tour du monde de 1819-1821, Lazarev prit part à la découverte de l'Antarctique et de nombreuses îles. Le 28 janvier 1820, l'expédition découvrit le continent Antarctique, s'approchant de la côte de l'Antarctique par 69° 21′ 28″ S, 2° 14′ 50″ O et observa des champs de glace.
En 1822-1825, Lazarev effectua son troisième tour du monde sur la frégate Kreyser, menant des recherches dans les domaines de la météorologie et l'ethnographie.

## Commandement en temps de guerre
En 1826, Lazarev reçut le commandement du navire Azov, qui s'apprêtait à appareiller pour la mer Méditerranée dans l'escadre commandée par l'amiral Login Geiden. Il participa à la bataille de Navarin, en 1827, et fut nommé kontr-admiral. En 1828-1829, il était chargé d'appliquer le blocus des Dardanelles.
De 1833 jusqu'à sa mort, Lazarev commanda la flotte russe de la mer Noire et les ports de la mer Noire. Il était également gouverneur militaire de Sébastopol et de Nikolaïev. Entre-temps, devenu vitse-admiral, il débarqua avec les troupes russes en septembre 1838 dans la baie de Zemess et y fit construire une forteresse, qui devint plus tard la ville portuaire de Novorossiisk. Sa nomination comme admiral eut lieu en 1843. Mikhaïl Lazarev est mort à Vienne (Autriche) et a été enterré à Sébastopol.

## Influence et héritage

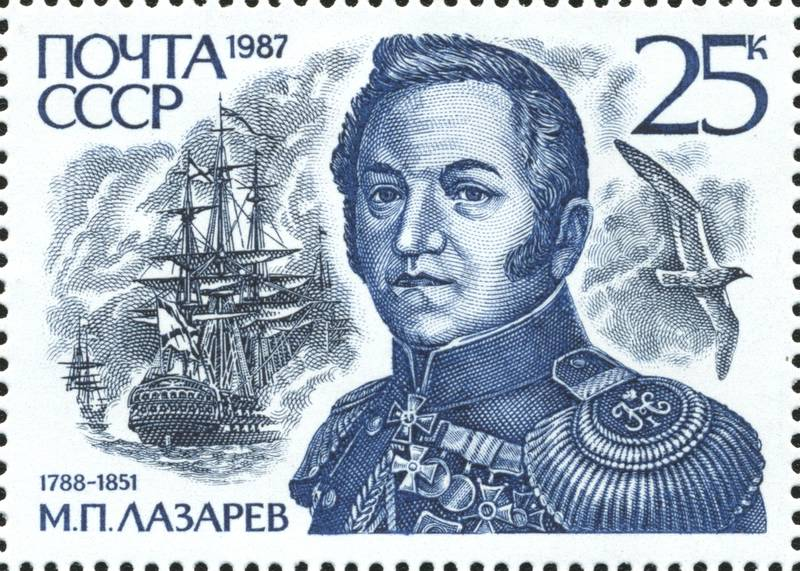
Timbre-poste soviétique à l'effigie de M.P. Lazarev (1987).

L'influence de l'amiral Lazarev s'exerça sur les questions techniques et comme mentor de plusieurs jeunes officiers. Il préconisa la création d'une flotte russe de navires à vapeur, mais le retard technique et économique de la Russie retarda ce projet. Il fut également le tuteur de plusieurs commandants de la flotte russe, dont Pavel Nakhimov, Vladimir Kornilov, Vladimir Istomine et Grigori Boutakov.
Un atoll dans l'océan Pacifique, des caps dans l'estuaire de l'Amour et sur l'île Unimak (Aléoutiennes), une île de la mer d'Aral, une baie et un port de la mer du Japon, une localité près de Sotchi, et d'autres lieux portent le nom de Lazarev.
Plusieurs navires doivent également leur nom à l'amiral Lazarev :
- Amiral Lazarev, un cuirassé de la classe Admiral Lazarev (1867-1911), commandé pour la flotte impériale en 1914, construit mais renommé Krasny Kavkaz (Caucase rouge) après la révolution russe ;
- Amiral Lazarev, un croiseur léger de la classe Admiral Nakhimov (1916-) ;
- Amiral Lazarev, un croiseur de la classe Sverdlov (1952-1986) ;
- Amiral Lazarev (ex-Frounze), un croiseur de bataille de la classe Kirov (1984-2014), renommé après la dislocation de l'Union soviétique.

Un astéroïde, 3660 Lazarev, découvert par l'astronome soviétique Nikolaï Tchernykh en 1978, a été nommé d'après l'amiral Lazarev.
Il a également donné son nom à une commune rurale et station balnéaire de la mer Noire : Lazarevskoïe.

## Source
- (en) Cet article est partiellement ou en totalité issu de l’article de Wikipédia en anglais intitulé « Mikhail Lazarev » (voir la liste des auteurs).